# Margaret Northrop
Margaret Evelyn Rhoda Northrop (16 aprile 1934 – 22 agosto 2014) è stata una nuotatrice keniota.
Specializzata nello stile libero, ha partecipato ai Giochi di Melbourne 1956, gareggiando nei 100m sl. Fu selezionata anche per i 400m sl, ma alla fine non vi gareggiò.
È stata la prima donna a competere per il suo Paese alle Olimpiadi.